# Meryta sinclairii
Meryta sinclairii är en araliaväxtart som först beskrevs av Joseph Dalton Hooker, och fick sitt nu gällande namn av Berthold Carl Seemann. Meryta sinclairii ingår i släktet Meryta och familjen Araliaceae. Inga underarter finns listade.

## Bildgalleri

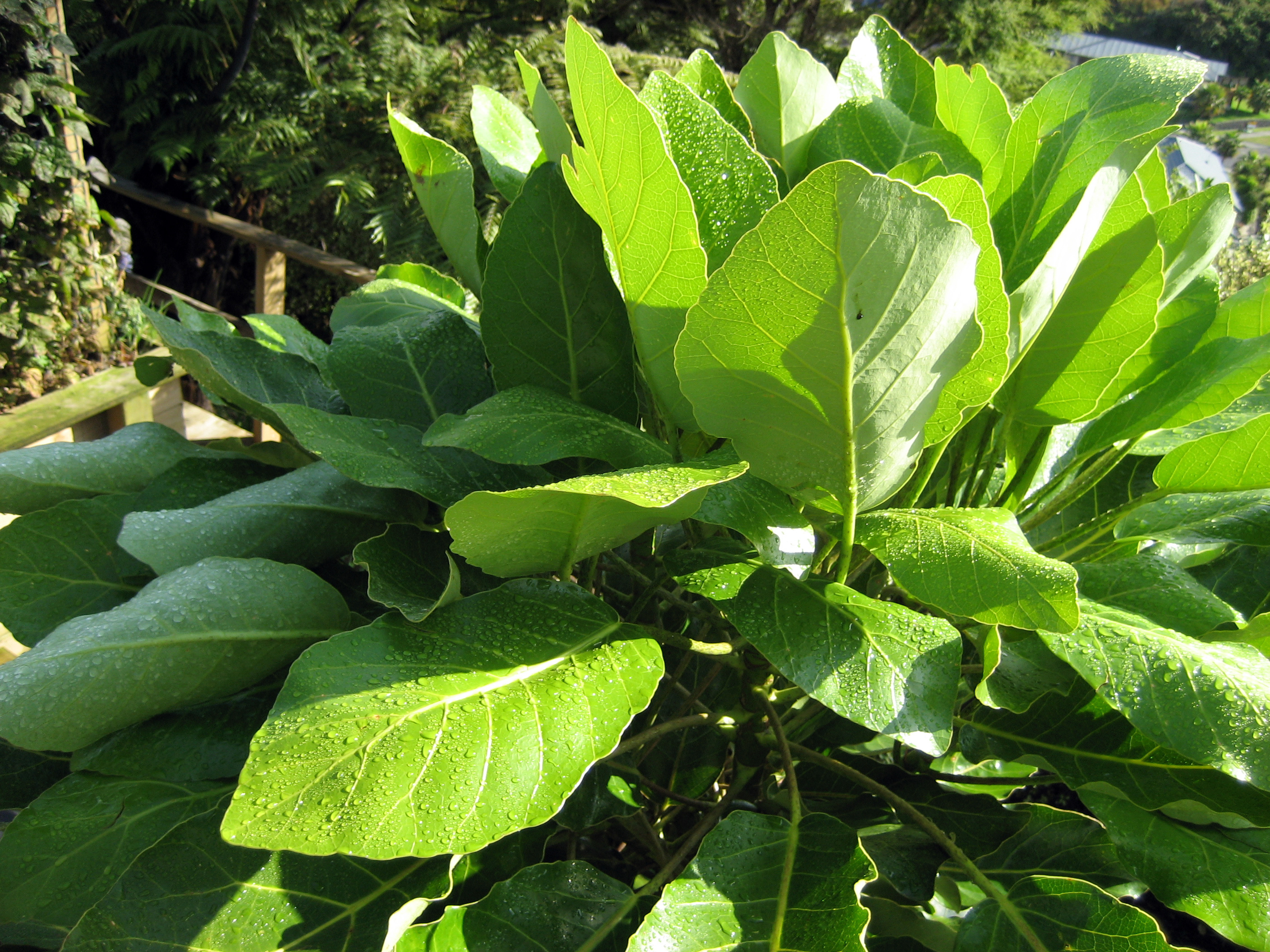